# Capo (album)
Capo – piąty studyjny album amerykańskiego rapera Jima Jonesa. Został wydany 5 kwietnia, 2011 roku nakładem wytwórni E1 Music.

## Lista utworów
1. "Intro" (feat. Sen City & Chink Santana)
2. "Deep Blue" (feat. Chink Santana)
3. "Carton of Milk" (feat. Game & Sen City)
4. "The Paper" (feat. Chink Santana)
5. "Heart Attack" (feat. Sen City)
6. "Everybody Jones" (feat. Aaron LaCrate)
7. "Drops is Out" (feat. Raekwon, Mel Matrix, & Sen City)
8. "Let Me Fly" (feat. Rell)
9. "Getting to the Money" (feat. Cam’ron & Lady H)
10. "Take a Bow" (feat. Lloyd Banks, Prodigy, & Sen City)
11. "Perfect Day" (feat. Chink Santana & Logic)
12. "Changing the Locks" (feat. Ashanti)
13. "God Bless the Child" (feat. Wyclef Jean)
14. "Itza"